# 1303
1303 (MCCCIII) var ett normalår som började en tisdag i den julianska kalendern.

## Händelser

### Oktober
- 22 oktober – Sedan Bonifatius VIII har avlidit den 11 oktober väljs Niccolò Boccasino till påve och tar namnet Benedictus XI.[1]

### Okänt datum
- En strid utbryter mellan den svenska kyrkan och de svenska stormännen, när dessa belägger kyrkan med skatter och pålagor. Ärkebiskopen sammankallar till ett kyrkomöte i Arboga, varvid bestäms, att den som skattlägger kyrkojord skall bannlysas.
- Torgils Knutsson gör ett misslyckat försök att tillfångata rikets biskopar i Arboga.
- Fred sluts mellan Sverige och den danske kungens vasaller i Estland.
- Fyrtornet på Faros skadas av en jordbävning.
- Staden Hanau får stadsrättigheter.
- Byn Tjöck i Sydösterbotten framkommer för första gången i svenska arkiv, när bönder därifrån kontaktar kungen, för att de har problem med tavastfinnar inifrån landet.

## Födda
- Birgitta Birgersdotter, svenskt helgon, profet, författare och grundare av Birgittinorden (omkring detta år).

## Avlidna
- 11 oktober – Bonifatius VIII, född Benedetto Caetani, påve sedan 1294.

### Fotnoter
1. ↑  World Statesmen (läst 7 april 2011)